# Moorhütten im Dachauer Moos
Moorhütten im Dachauer Moos ist der Bildtitel eines Gemäldes von Franz Marc (1880–1916). Es gehört zu den frühesten bekannten Bildern des Malers und ist Bestandteil der Sammlung des Franz Marc Museums in Kochel am See.

## Geschichte
Das Bild entstand 1902 und stammt damit aus der Zeit, in der Franz Marc an der Akademie der Künste in München bei Gabriel von Hackl (1843–1926) und Wilhelm von Diez (1839–1907) Malerei studierte. Durch diese bekam Marc eine solide Grundausbildung im Stil der Malerei des 19. Jahrhunderts, kam aber nicht mit neueren Kunstströmungen in Berührung. Somit steht dieses Bild wie die in demselben Jahr entstandenen Bilder Bildnis der Mutter und Bildnis des Vaters ganz in der Tradition der Münchner Schule.

## Beschreibung
Das Gemälde ist 43,5 cm hoch und 73,6 cm breit. Es wurde mit Ölfarbe auf Leinwand gemalt.
Die untere Bildhälfte zeigt die Moorlandschaft des Dachauer Mooses, die obere Bildhälfte wird von einem Himmel mit Wolken eingenommen. Im Bildmittelgrund steht eine Moorhütte inmitten einer Baumgruppe.
Das Bild wird von dunklen Braun- und Grüntönen beherrscht, mit denen das Blau des Himmels und ockerfarbene Flächen im Vordergrund kontrastieren. Details wie beispielsweise die einzelnen Blätter der Bäume sind mit feinen Pinselstrichen akribisch ausgeführt.